# Павловское (Липовское сельское поселение)
Павловское — село в Вельском районе Архангельской области. Входит в состав Липовского сельского поселения. Вместе с окрестными деревнями имеет неофициальное местное название - Франция.

## География
Село расположено в 91 км на северо-запад от Вельска, на левом берегу реки Пуя, притока Ваги. Ближайшими населёнными пунктами являются: на севере деревня Андричевская, на юге деревня Фоминская
Часовой пояс
Павловское, как и вся Архангельская область, находится в часовой зоне МСК (московское время). Смещение применяемого времени относительно UTC составляет +3:00.

## Население
| 2002 | 2010 | 2012 | 2014 |
| ---- | ---- | ---- | ---- |
| 24   | ↘14  | ↘8   | ↗9   |

## История
Указана в «Списке населённых мест по сведениям 1859 года» в составе Шенкурского уезда Архангельской губернии под номером «2122» как «Павловская». Насчитывала 9 дворов, 35 жителей мужского пола и 34 женского.
В 1884 году из Пуйского прихода был выделен Андричевский приход, в который входили 4 деревни. В 1889 году в помещении церковной трапезы была открыта церковно-приходская школа, в которой к 1895 году обучалось 8 мальчиков. 
В «Списке населенных мест Архангельской губернии на 1 мая 1922 года» в деревне уже 34 двора, 68 мужчин и 88 женщин.

## Инфраструктура
В непосредственной близости от села проходит автодорога регионального значения «Долматово — Няндома — Каргополь» (Р2). В 24 км по ней находится федеральная автотрасса М8 «Холмогоры».

## Достопримечательности
Церковь Николая Чудотворца Объект культурного наследия № 2900370000  — Деревянная церковь, обшитая тёсом, построена в период с 1851 по 1858 год. Четверик с алтарем и трапезной, с отдельно стоящей колокольней. Закрыта до 1930-го, здание было заброшено и частично разрушено. В 2012 году отреставрирована колокольня и запланирован ремонт храма.

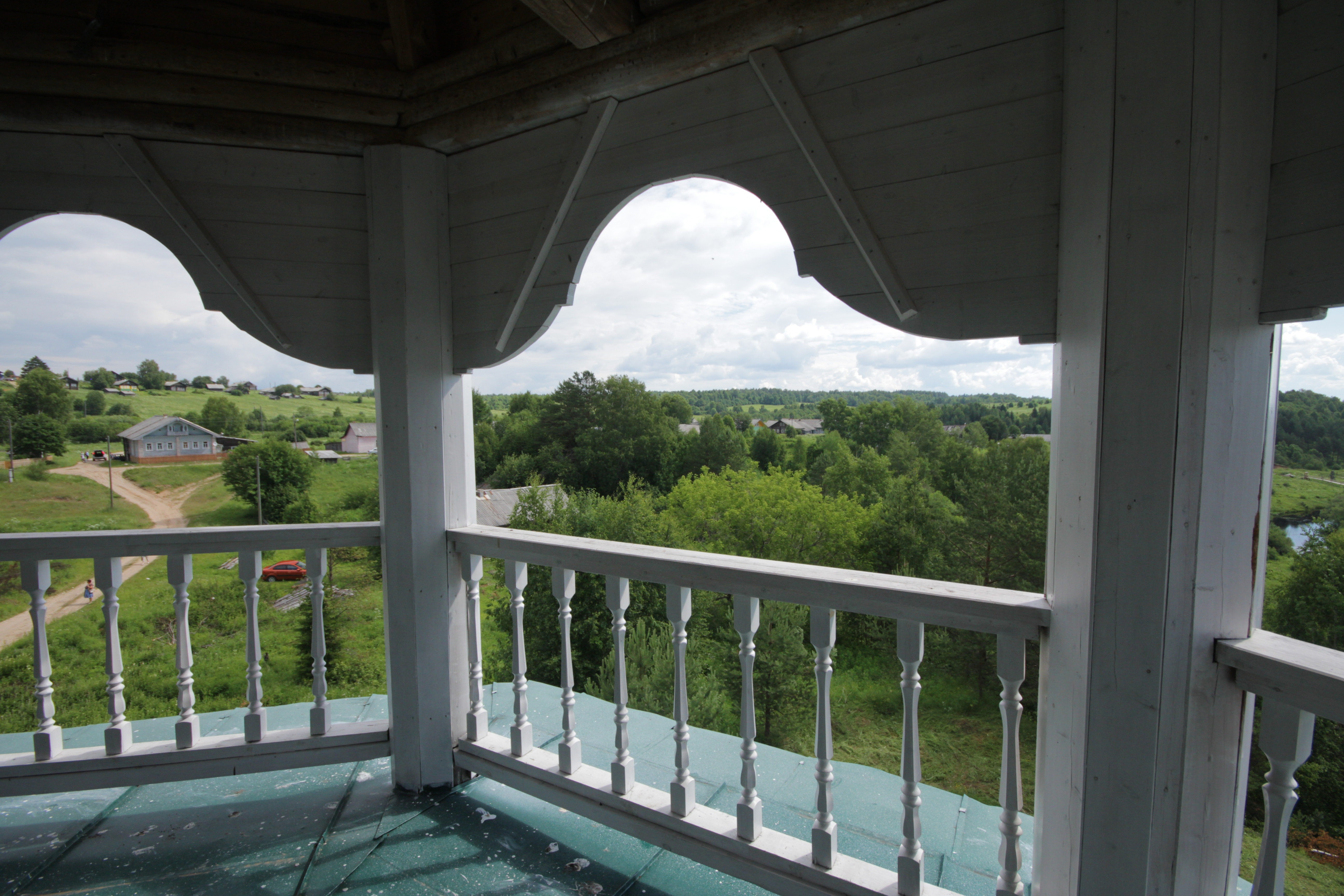
Вид с колокольни
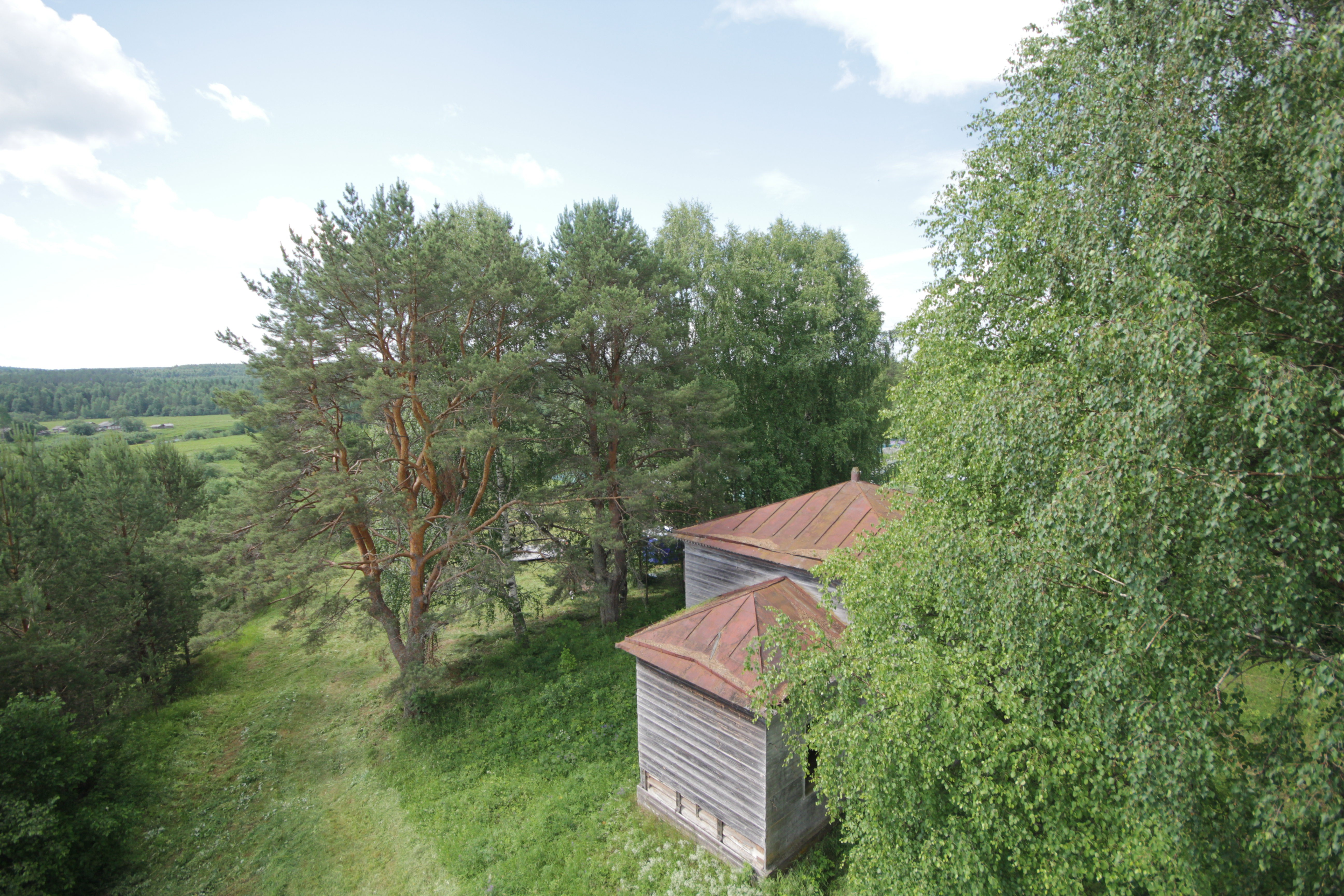
Вид Никольской церкви с колокольни в 2016 году
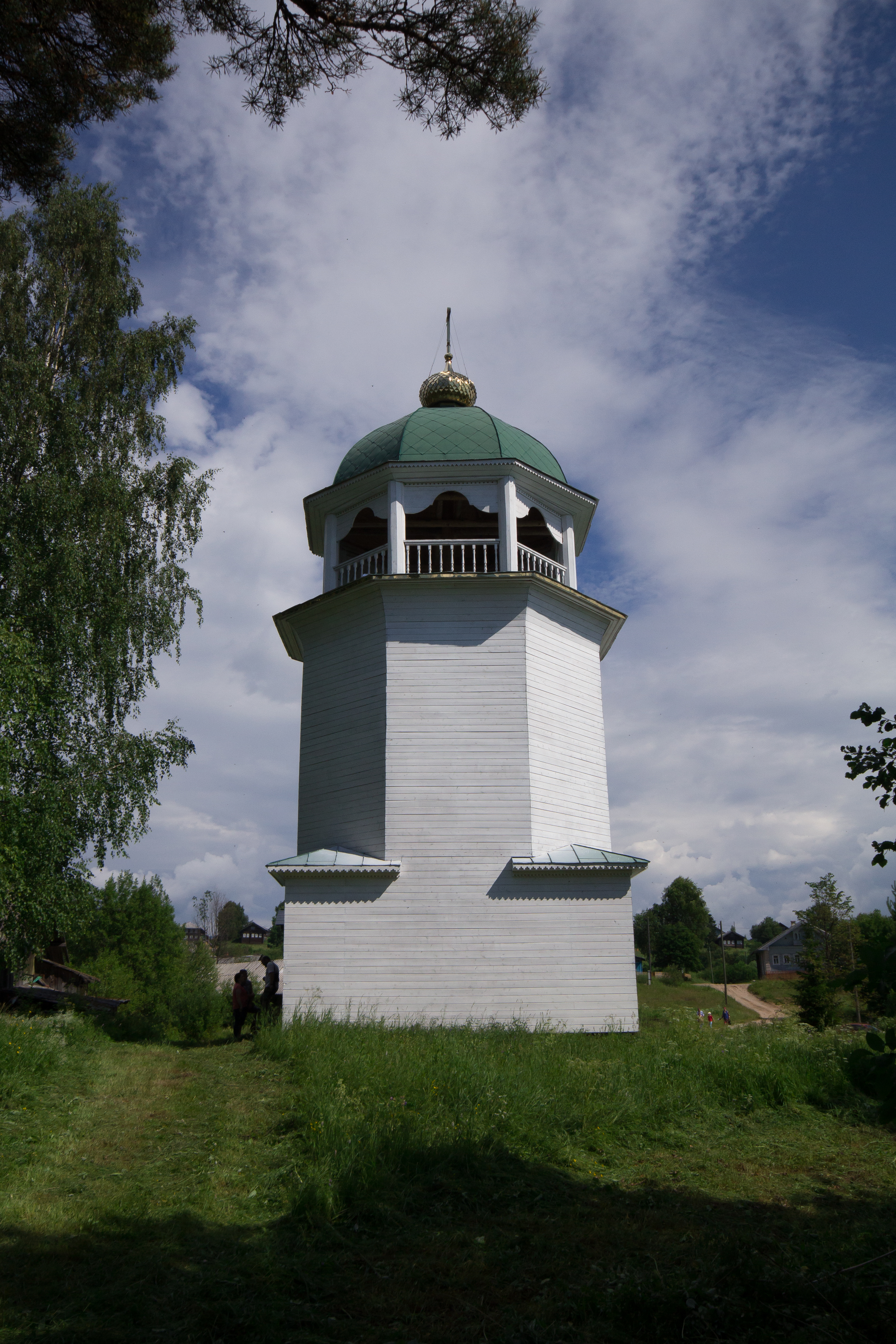
Отреставрированная колокольня